# St. Fabian und Sebastian (Otterstedt)

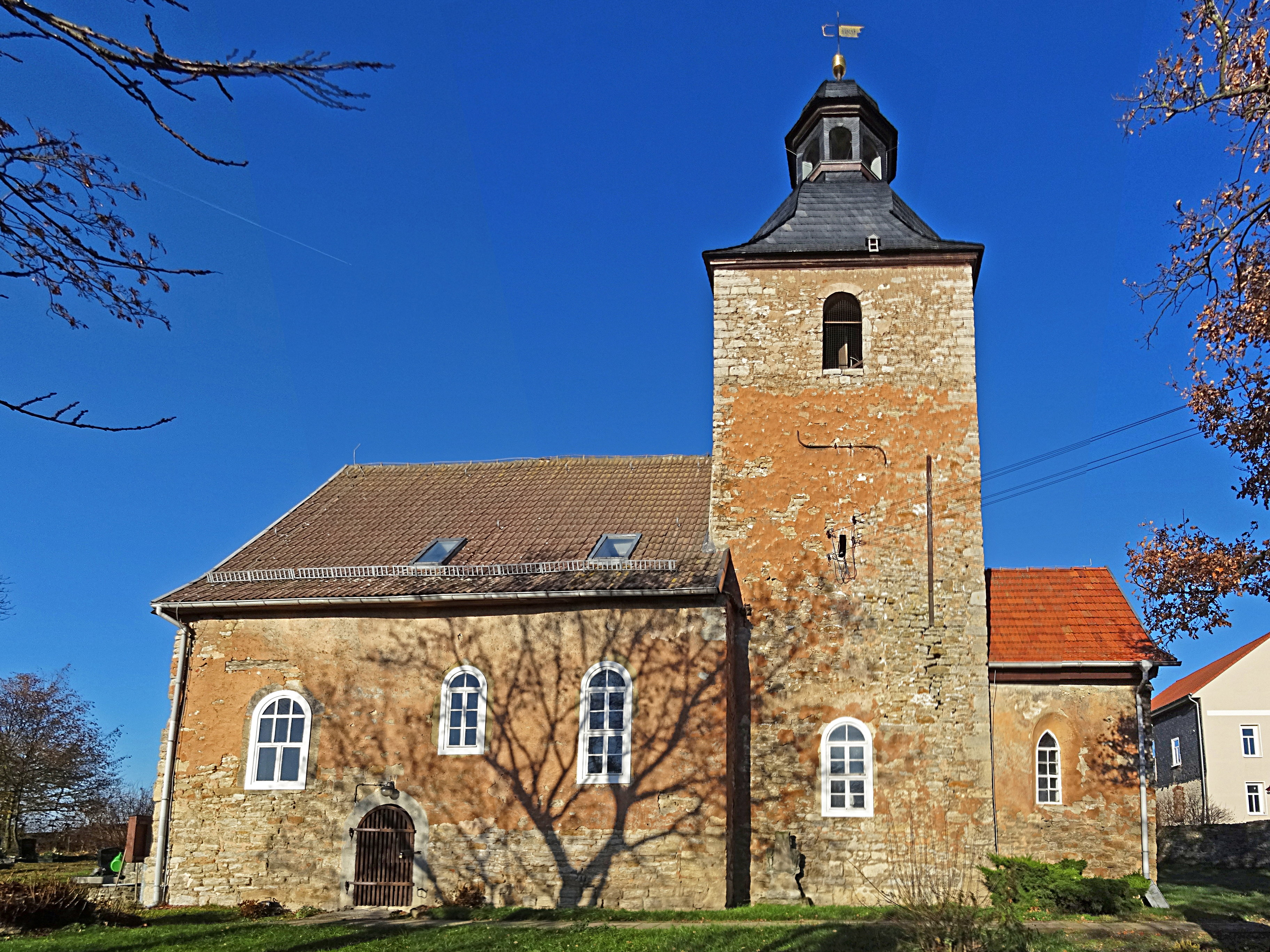
St. Fabian und Sebastian

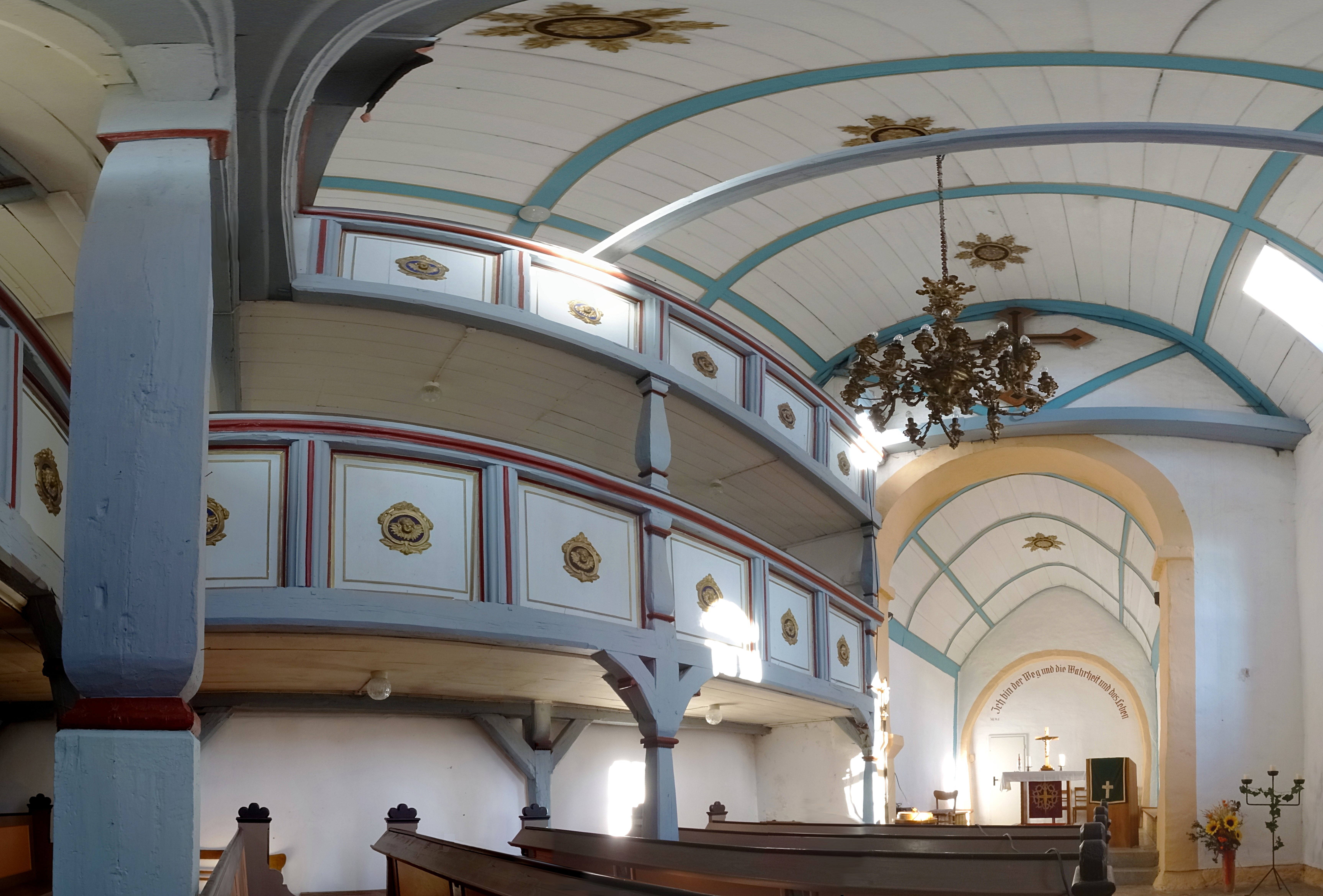
Innenansicht

Die evangelisch-lutherische, denkmalgeschützte Kirche St. Fabian und Sebastian steht in Otterstedt, einem Ortsteil der Stadt und Landgemeinde Greußen im Kyffhäuserkreis in Thüringen.
St. Fabian und Sebastian gehört zur Kirchengemeinde Großenehrich des Pfarrbereichs Greußen-Großenehrich im Kirchenkreis Bad Frankenhausen-Sondershausen der Evangelischen Kirche in Mitteldeutschland.

## Beschreibung

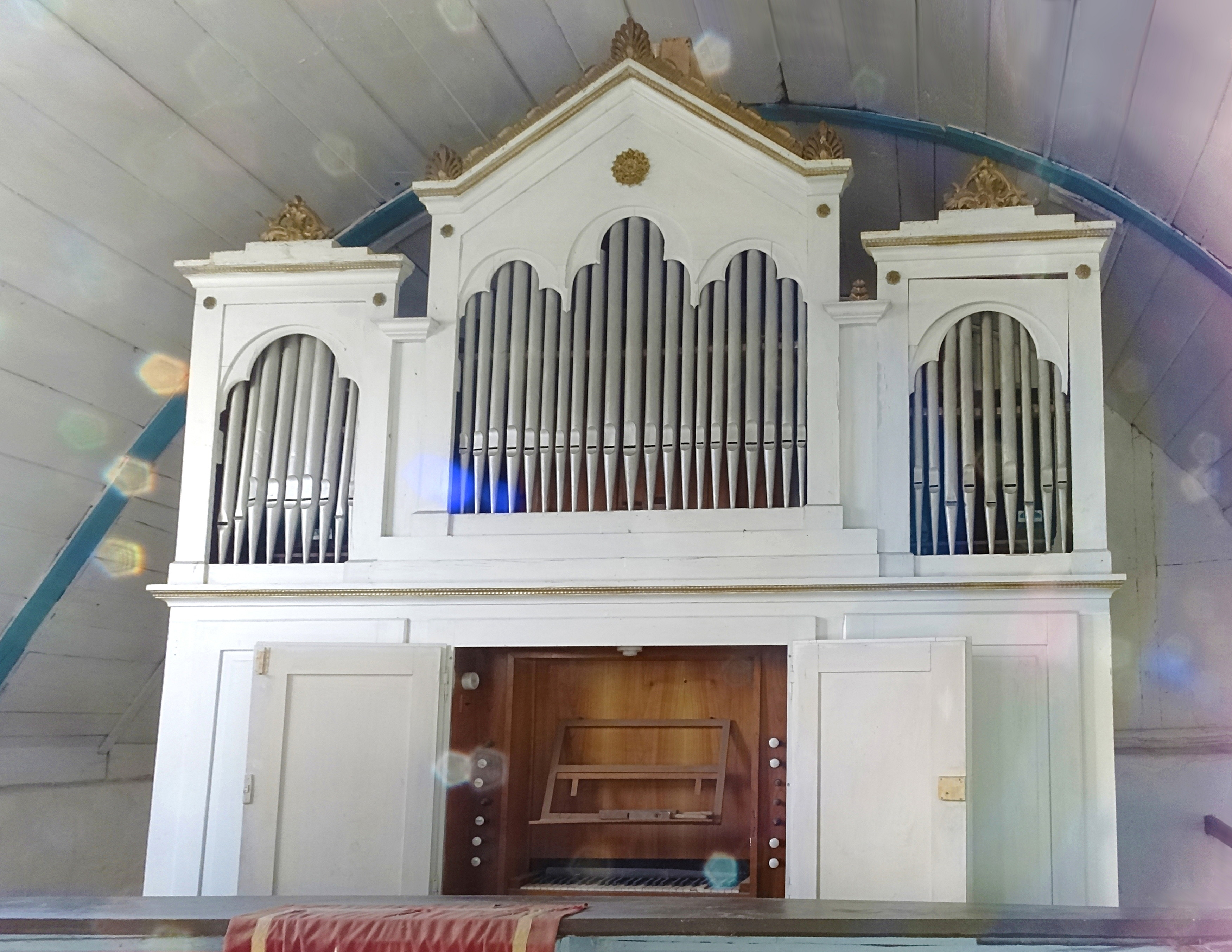
Böttcher-Orgel

Die romanische Saalkirche geht in ihren Ursprüngen auf das Jahr 874 zurück. Sie wurde im 17./18. Jahrhundert umgebaut. Der quadratische Chorturm im Osten erhielt eine schiefergedeckte Haube, auf der eine Laterne sitzt. Im Glockenstuhl hängt eine Bronzeglocke, die 1921 von Franz Schilling, und eine Eisenhartgussglocke, die 1956 von Schilling & Lattermann gegossen wurde. An den Chorturm schließt sich ein rechteckiger eingezogener Chor mit geradem Abschluss an, dort befindet sich ein schmales spitzbogiges Fenster.
Das mit einem Satteldach bedeckte Kirchenschiff hat zweigeschossige Emporen an der West- und Nordseite und ist mit einem hölzernen Tonnengewölbe überspannt. Ein rundbogiger Triumphbogen bildet die Verbindung zum ehemaligen Chor, der ursprünglich ein Kreuzgratgewölbe hatte und heute durch eine Flachdecke in zwei Geschosse unterteilt ist. Der eingezogene Chor ist mit einem spitzen Tonnengewölbe überspannt. An der Ostseite ist der Chorbogen vermauert. Erhalten geblieben sind romanische Konsolen aus Tuff und ein Opferstock.
Die Orgel hat 2 Manuale und ein Pedal. Sie hat 13 Register und wurde von Carl Friedrich Wilhelm Böttcher in einem neugotischen Prospekt gebaut.